# Dominion 7.5
L’édition 2015 de Dominion, également appelée Dominion 7.5 in Osaka-jō Hall, est une manifestation de catch télédiffusée et visible en paiement à la séance ou en streaming payant via Ustream ou sur New Japan Pro Wrestling World (en). L'événement, produit par la New Japan Pro Wrestling (NJPW), aura lieu le 5 juillet 2015 au Osaka-jō Hall à Osaka, dans la région du Kansai. Il s'agit de la septième édition de Dominion et sera le neuvième pay-per-view de la NJPW en 2015. Cinq lutteurs - Kazuchika Okada, A.J. Styles, Shinsuke Nakamura, Togi Makabe et Hiroshi Tanahashi - sont en vedette de l'affiche promotionnelle.

## Production
Ce spectacle en paiement à la séance, annoncé lors de Power Struggle le 8 novembre 2014, est diffusé via Ustream et sur le New Japan Pro Wrestling World (en). Il est également diffusé sur la chaîne japonaise TV Asahi. Il se déroulera pour la première fois au Osaka-jō Hall, afin d'accueillir plus de monde, car les spectacles des quatre dernières années se sont déroulées à guichets fermés.

## Contexte
Les spectacles de la New Japan Pro Wrestling en paiement à la séance sont constitués de matchs aux résultats prédéterminés par les scénaristes de la NJPW. Ces rencontres sont justifiées par des storylines — une rivalité avec un catcheur, la plupart du temps — ou par des qualifications survenues dans les shows précédents. Tous les catcheurs possèdent une gimmick, c'est-à-dire qu'ils incarnent un personnage gentil ou méchant, qui évolue au fil des rencontres. Un pay-per-view comme Dominion est donc un événement tournant pour les différentes storylines en cours.

## Tableau des matchs
| #        | Matchs, | Stipulations                                                                    | Temps |
| -------- | --- | ------------------------------------------------------------------------------- | ----- |
| Pré-Show | Manabu Nakanishi, Máscara Dorada, Ryusuke Taguchi, Sho Tanaka et Yuji Nagata battent Hiroyoshi Tenzan, Jushin Thunder Liger, Satoshi Kojima, Tiger Mask et Yohei Komatsu | Ten Man Tag Team match                                                          | 8:16  |
| 1        | Young Bucks (Matt Jackson & Nick Jackson) (c) battent reDRagon (Kyle O'Reilly & Bobby Fish) et Roppongi Vice (Baretta & Rocky Romero)                                    | Three Way Tag Team match pour les IWGP Junior Heavyweight Tag Team Championship | 14:30 |
| 2        | Tetsuya Naito & Tomoaki Honma battent Bullet Club (Bad Luck Fale & Yujiro Takahashi)                                                                                     | Match par équipe                                                                | 8:50  |
| 3        | Katsuyori Shibata bat Kazushi Sakuraba | Match simple                                                                    | 11:48 |
| 4        | Kushida bat Kenny Omega (c) (avec The Young Bucks) | Match simple pour le IWGP Junior Heavyweight Championship                       | 20:44 |
| 5        | Togi Makabe (c) bat Tomohiro Ishii | Match simple pour le NEVER Openweight Championship                              | 17:50 |
| 6        | Bullet Club (Doc Gallows & Karl Anderson) (avec Amber Gallows) battent The Kingdom (Michael Bennett & Matt Taven) (c) (avec Maria Kanellis)                              | Match par équipe pour les IWGP Tag Team Championship                            | 10:09 |
| 7        | Hiroshi Tanahashi bat Toru Yano | Match simple                                                                    | 12:32 |
| 8        | Hirooki Goto (c) bat Shinsuke Nakamura | Match simple pour le IWGP Intercontinental Championship                         | 22:40 |
| 9        | Kazuchika Okada (avec Gedo) bat A.J. Styles (c) (avec Bullet Club) | Match simple pour le IWGP Heavyweight Championship                              | 26:16 |